# Jordi Masnou i Margarit
Jordi Masnou i Margarit   (Barcelona, 20 de febrer de 1971) és un exfutbolista i entrenador català. Com a jugador, ocupava la posició de migcampista.

## Trajectòria
Sorgeix del planter del CF Damm. Després de destacar al CE L'Hospitalet, llavors equip filial, puja al primer equip a la temporada 91/92, en la qual marca un gol en 11 partits. A l'any següent recala al CE Sabadell, amb qui juga 24 partits a la Segona Divisió. A les postres, els del Vallès baixarien a Segona B. A partir de 1993, la carrera del migcampista prossegueix per equips de Segona B, militant al Sabadell, al Llevant UE i al Nàstic de Tarragona. Amb el conjunt tarragoní puja a Segona Divisió l'any 2001. La campanya següent, la 01/02, disputa 18 partits i marca dos gols amb el Nàstic, que perdria la categoria. Posteriorment, milita al Badalona i al CE Borriana abans de penjar les botes.
Després de retirar-se, ha seguit vinculat al món del futbol. Debuta a la banquetes al febrer del 2005, dirigint el Borriana.